# Altes Rathaus (Kirchheim an der Weinstraße)
Das Alte Rathaus in Kirchheim an der Weinstraße befindet sich in der örtlichen Weinstraße Nord 9 und gilt als Kulturdenkmal. Bei dem spätestens im sechzehnten Jahrhundert errichteten Gebäude handelt sich um einen Putzbau, der teilweise aus Fachwerk besteht. Vom Baustil her weist es sowohl Elemente der Gotik als auch aus der Renaissance auf.